# سیارک ۵۶۷۰
سیارک ۵۶۷۰ (به انگلیسی: 5670 Rosstaylor، نامگذاری:1985VF2) پنج هزار و ششصد و هفتادمین سیارک کشف شده‌است که در ۷ نوامبر ۱۹۸۵ کشف شد.
قدر مطلق سیارک برابر ۱۱٫۳۰ است.